# HD 52265
HD 52265 (Citalá) – gwiazda w gwiazdozbiorze Jednorożca, odległa o około 98 lat świetlnych od Słońca. Jest żółtym karłem, podobnym do Słońca, jednak o około 20% masywniejszym. Jej wielkość gwiazdowa wynosi ponad 6m.
W 2000 roku odkryto planetę HD 52265 b (Cayahuanca) krążącą wokół tej gwiazdy.

## Nazwa
Gwiazda ma nazwę własną Citalá, co oznacza „rzeka gwiazd” w języku nahuatl. Nazwa została wyłoniona w konkursie zorganizowanym w 2019 roku przez Międzynarodową Unię Astronomiczną w ramach stulecia istnienia organizacji. Uczestnicy z Salwadoru mogli wybrać nazwę dla tej gwiazdy. Spośród nadesłanych propozycji zwyciężyła nazwa Citalá dla gwiazdy i Cayahuanca dla planety.